# Mohegan Sun Arena at Casey Plaza
 (septembre 2017).
Mohegan Sun Arena at Casey Plaza est une salle multi-usages de la ville de Wilkes-Barre en Pennsylvanie.
Le complexe est le domicile des Penguins de Wilkes-Barre/Scranton, franchise de hockey sur glace de la Ligue américaine de hockey mais aussi des Pioneers de Wilkes-Barre/Scranton, club de football américain de la ligue arenafootball2.
Construite en 1998, la salle se nommait à la base First Union Arena jusqu'à ce que durant l'été 2003, la First Union Bank se renomme Wachovia. En janvier 2010, elle change de nouveau de nom pour prendre celui de Mohegan Sun Arena at Casey Plaza.

## Histoire de la salle
L'amphithéâtre est réputé pour être, selon de nombreux magazines américains, un des meilleurs de moins de 10 000 places du pays et plus particulièrement pour l'affluence et la simplicité pour les différents spectacles qui y sont présentés.

Fait digne de mention, les Penguins ont joué plus de 140 matchs à guichet fermé consécutivement de 2000 à 2004.
À part le hockey, la salle a déjà été le siège:
- des matchs amicaux de basket (de NBA ou d'autres ligues mineures)
- des compétitions d'équitation et des rodéos
- des représentations artistiques (cirque, concerts…)